# قطعنامه ۱۱۵۴ شورای امنیت
قطعنامه  ۱۱۵۴ شورای امنیت سازمان ملل متحد که در تاریخ ۰۲ مارس ۱۹۹۸ تصویب شد، سندی بین‌المللی دربارهٔ بررسی وضعیت میان عراق و کویت است. این قطعنامه طی نشست ۳۸۵۸ام با ۱۵ رای موافق، ۰ مخالف و ۰ ممتنع تصویب شد.